# Cavidad laríngea
La cavidad laríngea se extiende desde la entrada a la laringe hacia abajo hasta el borde inferior del cartílago cricoides donde se continúa con el de la tráquea.
Se divide en dos partes por la proyección de los pliegues vocales, entre los que hay una estrecha abertura triangular, la rima glótica.
La porción de la cavidad laríngea situada por encima de los pliegues vocales se denomina vestíbulo; es ancha y de forma triangular, presentando su base o pared anterior, no obstante, la proyección hacia atrás del tubérculo epiglótico.
Contiene los pliegues vestibulares o cuerdas vocales falsas, y entre estas y los pliegues vocales o cuerdas vocales verdaderas se encuentran los ventrículos laríngeos.
La porción situada bajo los pliegues vocales se denomina cavidad infraglótica. Es al principio de forma elíptica, pero más abajo se ensancha, adoptando una forma circular, y se continúa con el tubo traqueal.